# 1957-es magyar atlétikai bajnokság
Az 1957-es magyar atlétikai bajnokságon, amely a 62. magyar bajnokság volt, az elmúlt év után újra teljes volt a program, 37 egyéni versenyszám mellett 27 csapatversenyt is megrendeztek.

## Eredmények

### Férfiak
| Versenyszám            | Arany                                                                              | Arany     | Ezüst                                                                             | Ezüst     | Bronz                                                                                     | Bronz     |
| ---------------------- | ---------------------------------------------------------------------------------- | --------- | --------------------------------------------------------------------------------- | --------- | ----------------------------------------------------------------------------------------- | --------- |
| 100 m                  | Jakabfy Sándor BEAC                                                                | 10,4      | Goldoványi Béla Bp. Építők                                                        | 10,5      | Kiss László Tatabányai SC                                                                 | 10,7      |
| 200 m                  | Goldoványi Béla Bp. Építők                                                         | 21,4      | Jakabfy Sándor BEAC                                                               | 21,6      | Csutorás Csaba TFSE                                                                       | 21,7      |
| 400 m                  | Kovács István MTK                                                                  | 47,3      | Csutorás Csaba TFSE                                                               | 47,9      | Pangert László Újpesti Dózsa                                                              | 48,7      |
| 800 m                  | Szentgáli Lajos Újpesti Dózsa                                                      | 1:50,3    | Kovács Lajos Újpesti Dózsa                                                        | 1:51,5    | Somkuti János MTK                                                                         | 1:52,5    |
| 1500 m                 | Rózsavölgyi István Bp. Honvéd                                                      | 3:47,9    | Kovács Lajos Újpesti Dózsa                                                        | 3:48,4    | Béres Ernő BEAC                                                                           | 3:49,5    |
| 5000 m                 | Iharos Sándor Bp. Honvéd                                                           | 14:05,0   | Kovács József MTK                                                                 | 14:05,6   | Szabó Miklós MAFC                                                                         | 14:13,2   |
| 10 000 m               | Szabó Miklós MAFC                                                                  | 30:02,4   | Kovács Zoltán Bp. Honvéd                                                          | 30:48,4   | Simon II. I. Újpesti Dózsa                                                                | 31:47,6   |
| 4 × 100 m              | Légrádi Miklós Dörnyei Ágoston Adamik Zoltán Szécsi Jenő Bp. Honvéd                | 43,0      | Homonnai Retezár Imre Battancs Lajos Botár Attila Újpesti Dózsa                   | 44,0      | Senkei József Mátyás Józsa Bálint Majercsik Mihály Bp. Spartacus                          | 44,9      |
| 4 × 200 m              | Dörnyei Ágoston Kalamenovics Géza Szécsi Jenő Adamik Zoltán Bp. Honvéd             | 1:29,2    | Retezár Imre Battancs Lajos Botár Attila Homonnai Újpesti Dózsa                   | 1:30,2    | Rockenbauer Csikós Csenger Attila Gregor Gábor Vasas                                      | 1:31,8    |
| 4 × 400 m              | Szentgáli Lajos Battancs Lajos Botár Attila Pangert László Újpesti Dózsa           | 3:22,2    | Rózsavölgyi István Dörnyei Ágoston Légrádi Miklós Kalamenovics Géza Bp. Honvéd    | 3:25,5    | Burda István Somkuti János Kalota Igrényi MTK                                             | 3:26,7    |
| 4 × 800 m              | Battancs Lajos Beke György Varga Gyula Szentgáli Lajos Újpesti Dózsa               | 7:51,4    | Faragó Tibor Szabó Béres Ernő Semberi István BEAC                                 | 8:01,1    | Fogarasi Rohrböck Oravecz Halász Kiskunhalasi Kinizsi                                     | 8:06,4    |
| 4 × 1500 m             | Wittine László Szekeres Béla Hecker Gerhard Szabó Miklós MAFC                      | 15:54,6   | Aranyi József Szentgáli Lajos Beke György Varga Gyula Újpesti Dózsa               | 16:04,4   | Béres Ernő Semberi István Faragó Szabó Ambrus BEAC                                        | 16:42,5   |
| 110 m gát              | Retezár Imre Újpesti Dózsa                                                         | 14,7      | Csenger Attila Vasas                                                              | 15,1      | Turóczy Árpád MÁVAG                                                                       | 15,4      |
| 200 m gát              | Botár Attila Újpesti Dózsa                                                         | 23,8      | Retezár Imre Újpesti Dózsa                                                        | 24,0      | Csenger Attila Vasas                                                                      | 24,7      |
| 400 m gát              | Botár Attila Újpesti Dózsa                                                         | 52,7      | Lippay Antal Pécsi VSK                                                            | 53,0      | Lombos Dezső MAFC                                                                         | 55,9      |
| 3000 m akadály         | Varga Gyula Újpesti Dózsa                                                          | 8:57,6    | Hecker Gerhard MAFC                                                               | 9:03,0    | Molnár S Bp. Honvéd                                                                       | 9:13,6    |
| 20 km gyaloglás        | Dinesz Béla Csepel                                                                 |           | Ferenczy Ferenc Ceglédi VSE                                                       |           | Bordács Imre Bp. Vörös Meteor                                                             |           |
| 50 km gyaloglás        | Havasi István Vasas                                                                | 4:51:15,2 | Ordasi Lénárd Bp. Honvéd                                                          | 4:51:53,4 | Dinesz Béla Csepel SC                                                                     | 4:56:38,6 |
| magasugrás             | Bodó Árpád BEAC                                                                    | 200 cm    | Hagya István Újpesti Dózsa                                                        | 188 cm    | Kisgergely Jenő BEAC                                                                      | 188 cm    |
| távolugrás             | Földessy Ödön Újpesti Dózsa                                                        | 739 cm    | Jakabfy Sándor BEAC                                                               | 697 cm    | Pusztai László Székesfehérvári MÁV                                                        | 690 cm    |
| hármasugrás            | Németh Róbert TFSE                                                                 | 15,06 m   | Bolyki István Bp. Honvéd                                                          | 14,59 m   | Czapalai Gyula TFSE                                                                       | 14,58 m   |
| rúdugrás               | Horváth János Újpesti Dózsa                                                        | 400 cm    | Csaba András Vasas                                                                | 400 cm    | Kismartoni Károly Vasas                                                                   | 380 cm    |
| súlylökés              | Kövesdi Ferenc Újpesti Dózsa                                                       | 16,16 m   | Mihályfi János TFSE                                                               | 15,93 m   | Varjú Vilmos VM Közért                                                                    | 15,08 m   |
| diszkoszvetés          | Klics Ferenc Vasas SC                                                              | 51,82 m   | Szécsényi József Bp. Honvéd                                                       | 51,43 m   | Kövesdi Ferenc Újpesti Dózsa                                                              | 47,85 m   |
| gerelyhajítás          | Krasznai Sándor Újpesti Dózsa                                                      | 69,98 m   | Kulcsár Gergely TFSE                                                              | 69,61 m   | Petővári Attila Vasas                                                                     | 67,13 m   |
| kalapácsvetés          | Csermák József Tapolcai MÁV                                                        | 61,61 m   | Zsivótzky Gyula TFSE                                                              | 59,53 m   | Németh Imre Vasas                                                                         | 55,74 m   |
| tízpróba               | Szabó Aladár ETO                                                                   | 4774      | Józsa Bálint Bp. Spartacus                                                        | 4631      | Csutorás János Nagykanizsai Bányász                                                       | 4563      |
| maraton                | Simon II István Újpesti Dózsa                                                      | 2:41:05,0 | Pataki Károly Előre                                                               | 2:44:14,2 | Dobronyi József Előre                                                                     | 2:45:10,8 |
| mezei futás            | Kovács József MTK                                                                  | 31:54,0   | Jeszenszky László MTK                                                             | 33:12,6   | Sovák János Bp. Honvéd                                                                    | 34:02,0   |
| kis mezei futás (4 km) | Szabó Miklós MAFC                                                                  | 11:49,6   | Varga Gyula Újpesti Dózsa                                                         | 12:03,0   | Fazekas Miklós Miskolci VSC                                                               | 12:06,0   |
| 5000 m csapat          | Rózsavölgyi István Kovács Zoltán Molnár Sándor Sovák János Bp. Honvéd              | 20        | Hecker Gerhard Szabó Miklós Wittine László Pintér János MAFC                      | 20        | Aranyi József Dunai Károly Simon II István Szimon Emil Újpesti Dózsa                      | 45        |
| 20 km gyaloglás csapat | Szabó Géza Tesch Ferenc Briss Félix Előre SC                                       | 30        | Havasi István Kapusi Gyarmati Vasas                                               | 37        | Bordács Imre Varga Borbély Bp. Vörös Meteor                                               | 44        |
| 50 km gyaloglás csapat | Briss Félix Szabó Géza Tesch Ferenc Előre SC                                       | 20        | Havasi István Kapusi Gyarmati Vasas                                               | 21        | Bordács Imre Varga Borbély Bp. Vörös Meteor                                               | 24        |
| maraton csapat         | Pataki Károly Dobronyi József Esztergomi Mihály Előre SC                           | 11        | Simon II István Kiss József Gombos János Újpesti Dózsa                            | 21        | Simó Pál Zalavári Ferenc Lassú József Törekvés                                            | 22        |
| magasugrás csapat      | Bodó Árpád Kisgergely Jenő Csepregi György Benedek János Karácsony István BEAC     | 177,6 cm  | Fülöp Jenő Horváth Attila Krasznai Tivadar Petővári Attila Barabás György Vasas   | 176 cm    | Noszály Sándor Hemela János Hemela György Ellmann Gábor Szemenyei András Bp. Honvéd       | 174,2 cm  |
| távolugrás csapat      | Tenke Zoltán Horváth János Botár Attila Pangert László Földessy Ödön Újpesti Dózsa | 659,2 cm  | Ináncsi Imre Kovács László Bodó Árpád Moró Géza Makó Szabolcs BEAC                | 623,8     | Gyúró Imre Pluhár László Medovárszky János Földessi István Kovács István Gyulai Pedagógus | 623,6 cm  |
| rúdugrás csapat        | Kismartoni Károly Csaba András Egressy András Bencsik Lajos Csányi Zoltán Vasas SC | 342 cm    | Miskei János Tamás István Budai Ferenc Kecskés László Hack Gyula Bp. Honvéd       | 332,6 cm  | Horváth Tamás Hubai Gyula Molnár Gergely Ujvári János Joboru Jenő Csepel SC               | 318 cm    |
| hármasugrás csapat     | Csohány Pál Váczi Pál Bognár Károly Maxim János Czapalai Gyula Testnevelési FSE    | 13,244 m  | Kriskó Róbert Horváth János Botár Attila Földessy Ödön Tenke Zoltán Újpesti Dózsa | 12,980 m  | Victor Zoltán Mátrai Béla Szelőczey Miklós Persányi István Ladányi Gábor MTK              | 12,752 m  |
| súlylökés csapat       | Göltl Béla Nagy Zsigmond Bognár Károly Zsivótzky Gyula Mihályfi János TFSE         | 14,272 m  | Kövesdi Ferenc Héra Attila Sik József Sass Lajos Vakulya Jenő Újpesti Dózsa       | 13,026 m  | Szécsényi József Lévai Károly Tóth Ferenc Magyar Béla Bédai Kálmán Bp. Honvéd             | 12,958 m  |
| diszkoszvetés csapat   | Klics Ferenc Saskői Alfonz Fülöp Jenő Petővári Attila Németh Imre Vasas SC         | 41,678 m  | Szécsényi József Lévai Károly Tóth Ferenc Bédai Kálmán Molnár Péter Bp. Honvéd    | 41,056 m  | Nagy Zsigmond Mihályfi János Göltl Béla Zsivótzky Gyula Bognár Károly TFSE                | 40,490 m  |
| kalapácsvetés csapat   | Németh Imre Mecseki Attila Pekár Lajos Ádám Antal Ispán Barna Vasas SC             | 49,798 m  | Molnár Albert Porkoláb Mihály Loch János Eckschmiedt Sándor Kapcsos Lajos MÁVAG   | 45,472 m  | Zsivótzky Gyula Mihályi János Kellermayer Sándor Nagy Zsigmond Détár László TFSE          | 41,136 m  |
| gerelyhajítás csapat   | Petővári Attila Szabados János Barabás György Tokár György Nyerges István Vasas SC | 57,618 m  | Ondrik István Szűcs Béla Walter György Zay László Kulcsár Gergely TFSE            | 55,618 m  | Kocsis János Sass Lajos Vakulya Jenő Krasznai Sándor Szabó Endre Újpesti Dózsa            | 52,860 m  |
| mezei futás csapat     | Kovács József Jeszenszky László Bakos Jenő MTK                                     | 11        | Sovák János Kovács Zoltán Molnár Sándor Bp. Honvéd                                | 19        | Hornyák Ferenc Simon István Kiss József Újpesti Dózsa                                     | 30        |
| kis mezei futás csapat | Szabó Miklós Wittine László Rab József MAFC                                        | 28        | Béres Ernő Semberi István Szabó Ambrus BEAC                                       | 38        | Rózsavölgyi István Puskás János Kovács Imre Bp. Honvéd                                    | 41        |

A 20 km-es gyaloglásban a versenybíróság hibájából a versenyzők egy része egy körrel kevesebbet teljesített. Ezért a végeredményt a 19 500 méteres adatok alapján hirdettek.

### Nők
| Versenyszám          | Arany                                                                                 | Arany    | Ezüst                                                                      | Ezüst    | Bronz                                                                           | Bronz    |
| -------------------- | ------------------------------------------------------------------------------------- | -------- | -------------------------------------------------------------------------- | -------- | ------------------------------------------------------------------------------- | -------- |
| 100 m                | Bata Teréz Egri SC                                                                    | 11,9     | Nagy Ilona BVSC                                                            | 12,0     | Gerhardt Zsuzsa BEAC                                                            | 12,2     |
| 200 m                | Munkácsi Antónia Magyar Pamut                                                         | 25,1     | Gerhardt Zsuzsa BEAC                                                       | 25,2     | Németh Ida Újpesti Dózsa                                                        | 26,1     |
| 400 m                | Kazi Aranka BVSC                                                                      | 56,9     | Sasvári Gizella Nagykanizsai Bányász                                       | 57,2     | Bánsági Teréz Újpesti Dózsa                                                     | 57,7     |
| 800 m                | Kazi Aranka BVSC                                                                      | 2:08,6   | Sasvári Gizella Nagykanizsai Bányász                                       | 2:10,3   | Rőder Katalin Vasas                                                             | 2:12,8   |
| 4 × 100 m            | Somogyi Nándorné Orbán Irén Dénes Ida Heldt Erzsébet Újpesti Dózsa A                  | 48,7     | Gerhardt Zsuzsa Dezsényi Tyetyák Anna Benkovics Györgyi BEAC               | 51,5     | Németh Ida Muskovits Éva Villányi Márta Bánsági Teréz Újpesti Dózsa B           | 51,8     |
| 4 × 200 m            | Bánsági Teréz Muskovits Éva Németh Ida Somogyi Nándorné Újpesti Dózsa                 | 1:45,0   | Kazi Aranka Bleha Anna Rákár Júlia Nagy I. BVSC                            | 1:47,4   | Bogdán Harasztos Erzsébet Csanádi Mária Sasvári Gizella Nagykanizsai Bányász    | 1:50,6   |
| 3 × 800 m            | Somogyi Nándorné Németh Ida Bánsági Teréz Újpesti Dózsa                               | 7:06,5   | Oros Ágnes Szuper Ilona Bokori Teréz Bp. Spartacus                         | 7:14,9   | Mittinger Eper Klára Ughy Piroska Bp. Petőfi                                    | 7:22,6   |
| 80 m gát             | Somogyi Nándorné Újpesti Dózsa                                                        | 11,4     | Kovács I Csepel SC                                                         | 11,6     | Benkovics Györgyi BEAC                                                          | 11,6     |
| magasugrás           | Kertes Erzsébet MTK                                                                   | 156 cm   | Németh Ida Újpesti Dózsa                                                   | 156 cm   | Keresztes Márta BEAC                                                            | 150 cm   |
| távolugrás           | Somogyi Nándorné Újpesti Dózsa                                                        | 570 cm   | Nagy Ilona BVSC                                                            | 566 cm   | Kun Irén Vasas                                                                  | 564 cm   |
| súlylökés            | Fehér Mária Előre                                                                     | 14,36 m  | Bognár Judit MTK                                                           | 14,25    | Bagó Vera Bp. Építők                                                            | 13,56    |
| diszkoszvetés        | Bucsányi Ida TFSE                                                                     | 45,51 m  | Hegedűs Györgyi TFSE                                                       | 45,37 m  | Serédi Zsuzsa MTK                                                               | 44,45 m  |
| gerelyhajítás        | Krebs Sándorné MTK                                                                    | 47,28 m  | Antal Márta Vasas                                                          | 46,84 m  | Pitrolffy Katalin MAFC                                                          | 46,71 m  |
| ötpróba              | Somogyi Nándorné Újpesti Dózsa                                                        | 4078     | Németh Ida Újpesti Dózsa                                                   | 3935     | Várkonyi Zsuzsa MTK                                                             | 3282     |
| mezei futás          | Rőder Katalin Bp. Vasas                                                               | 4:52,6   | Sasvári Gizella Olajmunkás Zrínyi                                          | 4:57,4   | Kazi Aranka BVSC                                                                |          |
| magasugrás csapat    | Németh Ida Somogyi Nándorné Villányi Júlia Muskovits Éva Villányi Márta Újpesti Dózsa | 140,8 cm | Szabó Mária Jánosi Éva Bella Erzsébet Szép Ágnes Pokornyi Györgyi TFSE     | 138,2 cm | Czajlik Eszter Duda Magda Rékai Ildikó Kelecsényi Erzsébet Keresztes Márta BEAC | 137,6 cm |
| távolugrás csapat    | Dénes Ida Heldt Erzsébet Somogyi Nándorné Villányi Márta Németh Ida Újpesti Dózsa     | 488,4 cm | Weil Ádámné Antal Teréz Várkonyi Zsuzsa Bognár Judit Pénzes Margit MTK     | 470,8 cm | Bella Erzsébet Tóth Klára Erdődi Katalin Pokornyi Györgyi Huba Zsuzsa TFSE      | 456,2 cm |
| súlylökés csapat     | Vörös Mária Miklós Judit Miklós Dorottya Oó Erzsébet Wicián Klára Bp. Honvéd          | 11,358 m | Kaiser Karola Paál Ibolya Kende Mária Babai Edit Fehér Mária Előre         | 11,270 m | Simon Gabriella Reményi Irén Varga II. Szilvia Kiss Emőke Bognár Judit MTK      | 11,082 m |
| diszkoszvetés csapat | Jánosi Ida Cserti Jolán Kamilli Gabriella Bucsányi Ida Hegedűs Györgyi TFSE           | 36,094 m | Miklós Judit Lévai Károlyné Oó Erzsébet Miklós Dóra Widán Klára Bp. Honvéd | 33,220 m | Kótai Margit Budai Ágnes Forgács Vilma Bartos Ilona Győri Anna Csepel SC        | 32,460 m |
| gerelyhajítás csapat | Kiss Emőke Reményi Irén Simon Gabriella Varga I. Szilvia Pallós Mária MTK             | 33,080 m | Molnár Ilona Boross Enikő Jausz Ildikó Subai Katalin Verbik Katalin BEAC   | 30,734 m | Lévai Károlyné Miklós Judit Miklós Dóra Wicián Klára Oó Erzsébet Bp. Honvéd     | 30,178 m |
| mezei futás csapat   | Rőder Katalin Fürst Helén Révai Elvira Bp. Vasas                                      | 33       | Keresztesi Éva Molnár Rózsa Kiss Margit Előre                              | 44       | Handl Teréz Krausz Zita Haraszti Ágnes Csepel                                   | 59       |

A női súlylökő csapatbajnokságon a súlygolyó 46 dkg-mal könnyebb volt a szabályosnál.

### Magyar atlétikai csúcsok
- n. 60 m 7.5 ocs. Bata Teréz Egri SC Eger 10. 20.
- 100 m 10.4 ocsb. Jakabfy Sándor BEAC Budapest 8. 19.
- n. 300 m 40.5 ocs. Munkácsi Antónia MPSC Budapest 10. 27.
- n. 1500 m 4:36.5 ocs. Rőder Katalin Vasas SC Budapest 9. 30.
- magasugrás 200 cm ocs. Bodó Árpád BEAC Budapest 5. 20.
- magasugrás 200 cm ocsb. Bodó Árpád BEAC Belgrád 6. 22.
- magasugrás 203 cm ocs. Bodó Árpád BEAC Budapest 7. 8.
- n. súlylökés 14.36 ocs. Bognár Judit MTK Budapest 7. 8.
- n. súlylökés 14.38 ocs. Bognár Judit MTK Ljubljana 7. 26.
- n. súlylökés 14.98 ocs. Bognár Judit MTK Prága 9. 13.
- n. diszkoszvetés 46.82 m ocs. Serédi Zsuzsa MTK Budapest 7. 8.
- n. diszkoszvetés 47.42 m ocs. Burcsányi Ida TFSE Budapest 10. 1.
- n. diszkoszvetés 48.11 m ocs. Hegedűs Györgyi TFSE Budapest 10. 1.
- 4 × 800 m 7:33.2 ocs. Újpesti Dózsa férfi váltó (Szentgáli Lajos, Beke György, Varga Gyula, Kovács Lajos) Budapest 9. 21.
- n. svéd váltó (100, 200, 300, 400 m) 2:16.5 ocs. Újpesti Dózsa női váltó (Heldt Erzsébet, Somogyi Nándorné, Bánsági Teréz, Németh Ida) Budapest 10. 27.